# 白い本 (書籍)
白い本（しろいほん）は、通常の書籍と同じように装幀されているが、中身は意図的な白紙ページとなっている冊子。ノートブックとして使用されることもある。

## 『白い本』
日本で知られている書名を『白い本』とするハードカバーの白い本は、1971年にA5判で出版され、1986年に刊行されたものからはISBNがついて流通している。国立国会図書館は、日本十進分類法に基づいてこの本を「雑著」にあたる「049.1」に分類している。『白い本』という書名は本体には記されておらず、帯にだけ書かれている。
『白い本』を出版している二見書房は、文庫版の『小さな白い本』も出している。

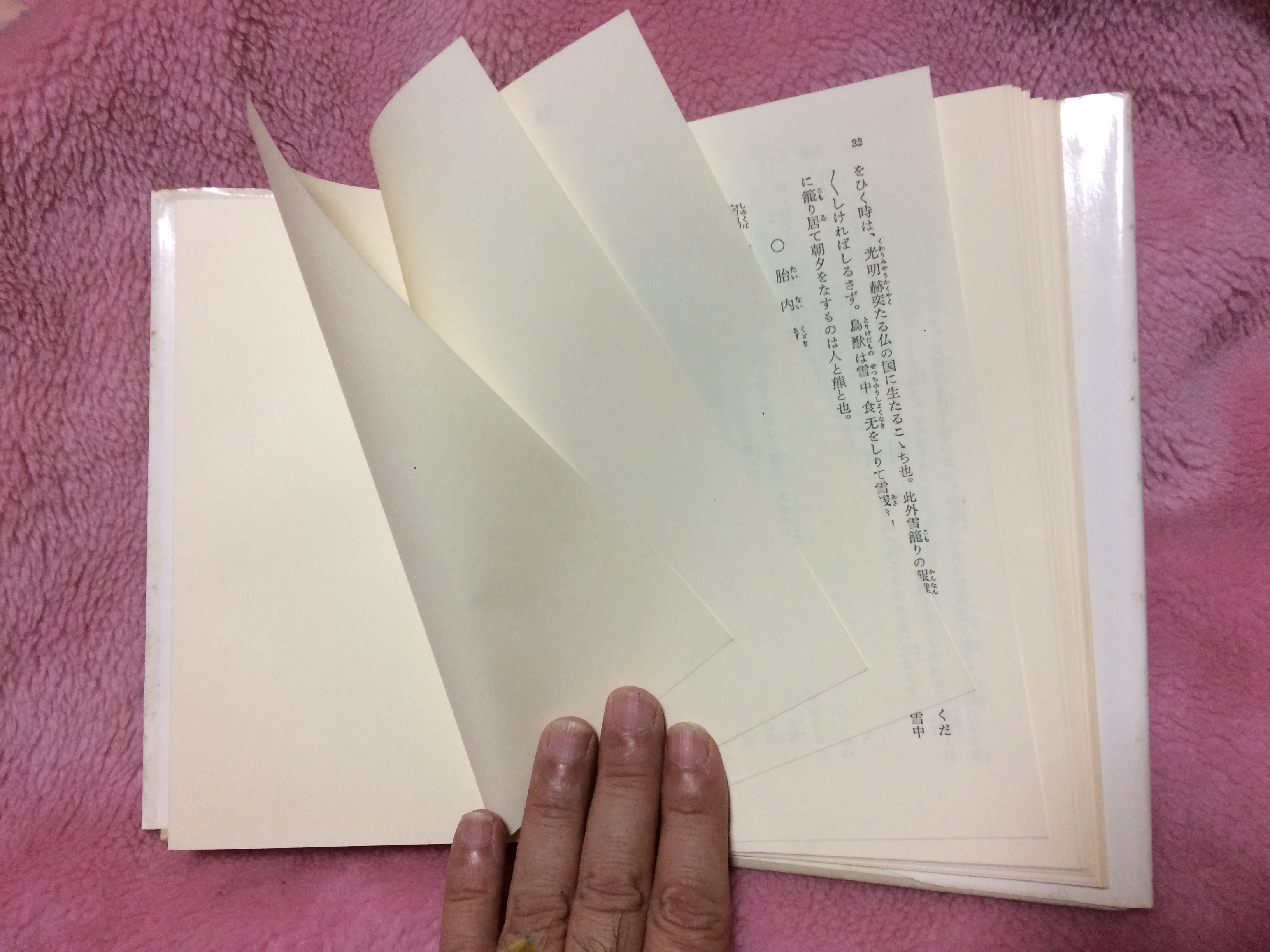
岩波クラシックス版『北越雪譜』（1982年）の束見本。32ページまで印刷されているが、あとは白紙ページになっている。

## 束見本
書籍の編集の過程で、書籍の装幀などを検討するため、用紙やページ数などが確定した時点で印刷会社が製作する最終的な書籍と同じ大きさ、同じ用紙、同じ重さですべてのページが白紙となっているものを、束見本（つかみほん）という。
場合によっては、表紙や中身の一部を印刷した束見本が作成され、発売に先んじてスポンサーなど関係者に配布されたり、宣伝に用いられることもある。

## エンプティ・ブック
一見すると何らかの真剣な主題を扱っているように思われる表題をもちながら、中身は意図的な白紙ページばかりという、奇をてらった書籍は、英語では、エンプティ・ブック (empty books) とかブランク・ブック (blank books) と称される。こうした書籍は英語圏では多数あり、何らかの風刺や問題提起の試みとして出版され、中には商業的に成功するものもある。
要するに、その本の表題が何であれ、その答えは「何もない (nothing)」、というのがこの冗談の肝である。2017年に『ガーディアン』紙は、政治的表題のエンプティ・ブックの出版という潮流について、「政治的パロディという高貴な芸が、（成り下がって）言葉のないひとつの冗談になっている」と評した。

### エンプティ・ブックの例
以下に、発行年順に挙例するのは、固有のISBNが付されて出版され、著者とは無関係な信頼できる典拠によって言及されているものである。これらの本は、前付け (front matter) や、目次、ページ番号なども含めて装幀されていることもあるが、中身にあたるページは意図的に空白とされている。
- Simove, Sheridan (2011). What Every Man Thinks About Apart from Sex.. Summersdale. ISBN 978-1849531986 （仮訳：『すべての男がセックス以外に考えていること』）
  - イギリスの大学生たちの間で人気を呼び、ノートとして使用された[13][14]。
- Moncrief, Jimmy (2011). Everything Obama Knows About The Economy. Self-published. ISBN 0980074231[15]（仮訳：『オバマが経済について知っているすべて』）
- Simove, Shed (2012-08-01). Fifty Shades of Gray. Self-published. ISBN 978-0956827845（仮訳：『灰色の色合い50』）
  - 200ページにわたって、様々な色調の灰色のページが続く[16]。書名の元ネタとなったベストセラー官能小説『フィフティ・シェイズ・オブ・グレイ』の出版社から法的措置を取るという通告を受けた結果回収された。
- Johns, Sassy (2014). Why Dogs are Better than Cats. CreateSpace Independent Publishing Platform. ISBN 1497370116 100 pages.（仮訳：『なぜ犬は猫よりも良いのか』）
- The Wit and Wisdom of Nigel Farage. Ebury Press. (2014-06-01). ISBN 978-0091960094（仮訳：『ナイジェル・ファラージ機知と知恵』）
  - ナイジェル・ファラージの実際の発言が収録されていると誤解したイギリス独立党の支持者たちから、怒りを買った[17]。
- Alystiam, Ann (2016-11-25). Surprising Reasons to Believe Trump Will Be a Great President!. Self-published. ISBN 978-0991068944（仮訳：『トランプが偉大な大統領になると信じる驚くべき理由』）
  - 著者は元オレゴン州知事夫人シルヴィア・ヘイズ（英語版）の変名[18]。
- King, David (2016-11-30). Why Trump Deserves Trust, Respect and Admiration. CreateSpace Independent Publishing Platform. ISBN 978-1540743220[19]（仮訳：『なぜトランプは信頼、尊敬、敬愛に値するのか』）
- Knowles, Michael J. (2017-02-08). Reasons To Vote For Democrats: A Comprehensive Guide. CreateSpace Independent Publishing Platform. ISBN 978-1543024975（仮訳：『民主党に投票する理由』）
  - Amazon.comでベストセラーとなり、ドナルド・トランプが Twitter で推奨した[12]。
- Voll, Assaf (2017-06-12). A History of the Palestinian People. CreateSpace Independent Publishing Platform. ISBN 978-1546831242（仮訳：『パレスチナ民族の歴史』）
  - Amazon.comで「ベストセラー」となり、売れ行き543位まで浮上したが、取り扱いを外された[20]。
- 嫁『空気』暗黒通信団、2018年5月。ISBN 978-4-87310-133-0。[21]
  - 「空気読め」と言われたときのために製作された。国立国会図書館では、収蔵基準を満たさないため収蔵されなかった。
  - ページ番号がオフセット印刷で印刷されている[22]。